# لافت کهنه
لافت کهنه، روستایی از توابع بخش مرکزی شهرستان قشم در استان هرمزگان ایران است.

## جمعیت
این روستا در دهستان حومه قرار دارد و براساس سرشماری مرکز آمار ایران در سال ۱۳۸۵، جمعیت آن ۱۱۷ نفر (۹خانوار) بوده‌است.